# Meljine
Meljine es una localidad de Montenegro perteneciente al municipio de Herceg Novi en el suroeste del país.
En 2011 tenía una población de 1123 habitantes, de los cuales 574 son serbios y 351 montenegrinos.
Se ubica en la costa de las bocas de Kotor, en la periferia oriental de la capital municipal Herceg Novi, en la salida de la localidad por la carretera E65. Está separada de la capital municipal por un pequeño arroyo llamado Nemila.

## Demografía
La localidad ha tenido la siguiente evolución demográfica:
| Gráfica de evolución demográfica de Meljine entre 1948 y 2003 |
|                                                               |